# Beniamino Scibilia
Beniamino Scibilia (ur. 11 sierpnia 1982) – włoski zapaśnik walczący w stylu klasycznym. Piętnasty na mistrzostwach Europy w 2012. Dziesiąty na akademickich MŚ w 2010. Zdobył brązowy medal na igrzyskach śródziemnomorskich w 2009. Wicemistrz śródziemnomorski w 2010 i 2011 roku. Mistrz Włoch w 2006 roku.